# Parallel (protocol)
Een parallel protocol voor gegevensoverdracht stuurt een zo groot mogelijk aantal bits informatie tegelijk over een verzameling van kabels. Dit in tegenstelling tot een serieel protocol. Het voordeel is hogere communicatiesnelheid, ten koste van duurdere kabels. Voorbeelden van parallelle protocollen zijn ISA, SCSI en VESA Local Bus.